# Подвалье (Самарская область)
Подвалье — село Шигонского района Самарской области, административный центр сельского поселения Подвалье.

## География
Село Подвалье расположено на правом берегу реки Волги (Куйбышевского водохранилища), на границе Самарской и Ульяновской областей. Вниз по течению Волги расположены: речка Чернава, Красная речка, овраг Крутик, Новодевичьи горы Сенгилеевской возвышенности, село Новодевичье. Улицы села построены параллельно берегу Подвальского залива, (Фото), (Фото), (Фото) образовавшегося при заполнении Куйбышевского водохранилища в месте впадения реки Акташки в Волгу. Выше по течению р. Акташки расположены деревня Сенькино и село Платоновка. 

Вверх по течению Волги от села Подвалье тянутся Сенгилеевские горы, Национальный парк в Ульяновской области, начинающиеся Ильинской горой (Ильинкой), давшей первое название селу. В настоящее время известна оползневыми террасами (региональный памятник природы) возникшими из-за подмыва берегов водами Куйбышевского водохранилища.
- Подвальское раздолье
- Волжские берега у села Подвалье, 2005 год

## История
Подвалье основано примерно в 1683 году. В некоторых источниках село упоминается как Богоявленское (по церкви) и как Ильинские Горы.

### Ойконим(происхождение названия)
Существующее название, как можно полагать, связано с названием местности, где располагается селение, над которой с севера нависает горная гряда (вал) Приволжской возвышенности.
Слово «подвалье» используется также в морской терминологии и в русловедении для обозначения части наносных отложений в районе переката реки. Подвалье — наиболее трудное место при проводке судов через перекат. На фарватере, (судоходном ходу) после прохождения подвалья возникает зона спокойного течения. От Подвалья до «Русской Бектяжки» посреди Волги находился остров с заливными лугами и сенокосами. Окончание острова и значительное расширение русла Волги как раз напротив села и могло быть «подвальем» по морской терминологии. Также возможно образование от нарицательного существительного подвалье, бытовавшего в русских говорах в значениях «овраг с обвалившимися краями» и «крутой скат, обрыв подводной песчаной гряды».

### Исторические сведения
После строительства крепостей Сызрани и Кашпира началось активное освоение Сызранского правобережья Волги. Правительственными переводами воинских людей-однодворцев были основаны военно-административные пункты — слободы: Печерская, Подвалье — Ильинские горы, Усинская, Губино и др. Подвалье именовалось «слободой приборных служилых людей».
В Ведомостях Симбирского наместничества 1780 года по Сенгилеевскому уезду Симбирской губернии значится: 

Село Ильинской Горы, Подвалье тож, пахотных салдат − 285, дворцовых крестьян — 11, помещиковых крестьян − 8, 
Исторические сведения о церкви села Подвалье: 

235. с. Подвалье (Богоявленское, Ильинския горы) при р. Волге
Храм деревянный, построен прихожанами в 1895 г . Престолов в нём два: главный в честь Богоявления Господня и в приделе во имя свв. безсребренников и чудотворцев Космы и Дамиана. в сел деревянный молитвенный дом с престолом во имя Богоявления Господня, построенный на время постройки настоящого храма. Церковной земли: ок. 1 дес. усадебной и 33 дес. пахотной. Капитал церкви 720 руб. Причт состоит из священника, диакона и псаломщика. Дома: для священника и диакона общественные, а у псаломщика собственный; всЕ на церковной земле Жалованья священнику от прихожан вместо хлебных сборов 115 руб. Капитал Причт 570 руб. Прихожан: в с. Подвалье (н. р.) в 448 двор. 1177 м . и 1282 ж.; в дер. Сенькине (при рч. Актышке, в 3 вер.; н. р. и ч.) в 65 двор. 219 м . и 244 ж.; всего в 513 двор. 1396 м . и 1526 ж.; в том числе раскольников спасова согласия в 46 двор. 82 м . и 127 ж. Церковно-приходское попечительство существует с 1870 г . в селе имеется земская школа. Ближайшия села: Новодевичье в 8 вер., Бектяшка в 8 вер. и Бекетовка в 10 вер. Расстояние от Симбирска 100 вер., от Сенгилея 35 вер., от Новодеви-ченского волост. правл. 8 вер. Почтов. адрес — с. Новодевичье.

## Современное описание
В 60-е годы в Подвальском заливе построены пристань и речной порт, возможно, стратегического значения, получившие название «Убежище Подвалье» (убежище штормового отстоя флота). В нём могли укрываться речные суда во время шторма и вестись перевалка грузов. Однако в дальнейшем порт развития не получил, и его практическое значение ограничилось пассажирской пристанью и функцией убежища.

### Улицы села
Карла Маркса, Полевая, Колхозная, Пушкинская, Комсомольская, Физкультурная, Кооперативная, Красноармейская, Приморская, Рыбацкая, Ворошилова и Школьный переулок (В ушедшей под воду части села до затопления было шесть улиц: Затонная, Кабацкая, Новая, Большая, Стрелка и улица Зелёновка).
- План села на геопортале
- Начало села
- Улицы села Подвалье
- Церковь

### Религиозные организации
Местная православная религиозная организация приход в честь Богоявления с. Подвалье Шигонского района Самарской и Сызранской епархии Русской Православной Церкви. 
 Приход открыт (восстановлен) 14 сентября 1943 года. 

Пристань — часовня в честь Богоявления в порту Подвалье.

### Предприятия и организации
- Колхоз «Волга»;
- СПК «Подвалье».

## Известные люди
Витевский, Владимир Николаевич (1845—1906).